# Ordoño IV di León
Ordoño Alfonso, detto il Cattivo o il Malvagio (el Malo). Ordoño anche in spagnolo, in asturiano e in galiziano, Ordoni, in catalano e Ordonho in portoghese (926 – Cordova, 962), fu re di León dal 958 al 960.

## Origine
Ordoño era figlio del re di León Alfonso IV e di Onneca Sánchez di Pamplona, sia secondo il Chronicon de Sampiri, che secondo il codice di Roda.

Onneca Sánchez di Pamplona, ancora secondo il codice di Roda, era figlia del re di Pamplona, Sancho I Garcés e di Toda di Navarra.

Alfonso IV di León, secondo la Historia del Real Monasterio de Sahagún era il figlio secondogenito del re di León Ordoño II e di Elvira Menendez, figlia del conquistatore di Coimbra (876), il conte galiziano di Porto, Ermenegildo Gutierrez ed Ermessinda Gatonez, come riporta il Diccionario biográfico español, Real Academia de la Historia.

## Biografia
Ordoño rimase orfano di madre in tenera età e poco dopo, nel 931, il padre Alfonso IV abdicò in favore del fratello Ramiro II, e, nel mese d'agosto di quell'anno, aveva comunicato al fratello la sua decisione di abdicare, e lo convocandolo a Zamora dove, in una cerimonia celebrata davanti ai nobili, indossò l'abito da monaco, consegnò al fratello il regno, nuovamente unificato, ed entrò in monastero.

Suo padre, Alfonso IV, ritornato sulla sua precedente decisione, nel 932, fu fatto accecare da Ramiro II, come riporta anche la Storia della Bardulia e rinchiuso nel monastero di Ruiforco, dove l'anno dopo morì.
Alla morte dello zio, Ramiro II, nel 951, salì al trono suo cugino, Ordoño, come Ordoño III e alla morte di quest'ultimo, nel 956, l'altro cugino, Sancho, fratellastro di Ordoño III, salì al trono leonese, come Sancho I.
Sancho I, come riporta lo storico Rafael Altamira, tentando di sottomettere i nobili e di restaurare il potere assoluto dei suoi predecessori, scontentò la nobiltà leonese e castigliana, che, due anni dopo, nel 958, reagendo al tentativo del re e anche per altri motivi tra cui la sua estrema obesità che lo rendeva deforme e che gli impediva persino di cavalcare, detronizzò Sancho I; e i nobili leonesi e castigliani, capeggiati dal conte Ferdinando Gonzales, elessero re Ordoño IV il Malvagio.
Nello stesso anno, Ordoño sposò la vedova di suo cugino Ordoño III, Urraca di Castiglia, figlia del conte di Castiglia Fernán González e di Sancha di Pamplona, figlia del re di Navarra Sancho I Garcés e di Toda di Navarra.
Del periodo di governo di Ordoño IV (958-960) non si hanno molte notizie, ma si sa che nel breve tempo di due anni, per la sua perfidia, si inimicò sia la nobiltà leonese e galiziana che quella castigliana.
Sancho I, nel frattempo, come riporta ancora Rafael Altamira, si era rifugiato in Navarra, presso la regina madre, Toda di Navarra, che era nonna sia di Sancho I che di Ordoño IV. Toda aiutò Sancho, chiedendo e ottenendo per prima cosa dal Califfo di al-Andalus, ʿAbd al-Rahmān III, che gli fosse inviato un medico per curare il nipote. Questi giunse ed era il rinomato ebreo Ḥasdāy b. Šaprūṭ, che era anche un fine letterato originario di Jaén e che fu incaricato di condurre una missione diplomatica. Il medico riuscì a fare perdere a Sancho I numerosi chili, poi convinse Toda a recarsi con il nipote presso la corte di omayyade per sottoscrivere un trattato di alleanza con Cordova per fare tornare sul trono Sancho, cedendo al Califfo in cambio di tutto ciò dieci piazzeforti leonesi. Firmato il trattato, Sancho - che non poteva più essere detto il Grasso (El Gordo) - con l'aiuto dei musulmani prese Zamora nel 959 e Oviedo nel 960. Più avanti, con l'aiuto della nobiltà leonese e navarrese, invase la Castiglia, fece prigioniero il conte Fernán González, mentre Ordoño IV si rifugiava dapprima nelle Asturie e poi a Burgos e quindi, dopo avere perso la speranza di riconquistare il trono, abbandonata la moglie a Burgos (la qual cosa offese il suocero, Fernán González, che fece atto di vassallaggio a Sancho) si recò prima a Medinaceli e poi a Cordova, per cercare l'aiuto del califfo di al-Andalus, come riporta la Gran enciclopedia catalana.
Dato che Sancho, approfittando della sopravvenuta morte (16 ottobre 961) del califfo ʿAbd al-Raḥmān III, non mantenne gli impegni presi, il nuovo califfo al-Ḥakam II ibn ʿAbd al-Raḥmān decise di sostenere Ordoño IV e preparò un esercito per la spedizione contro il León. Sancho allora si premurò di assicurare il califfo che avrebbe mantenuto gli impegni. Il califfo ritornò sulla sua decisione di appoggiare la causa di Ordoño IV, ma gli diede ospitalità a Cordova, dove, nello stesso anno (962), Ordoño morì.

## Discendenza
Ordoño IV e Urraca non ebbero figli e non si conosce altra discendenza sicura di Ordoño.

### Fonti primarie
- (LA)  Textos navarros del Códice de Roda Archiviato il 31 gennaio 2021 in Internet Archive..
- (LA)  Historia de España: parte XVI, Sampiri Astoricensis Episcopi chronicon.
- (LA)  España sagrada. Volumen 14

### Letteratura storiografica
- Rafael Altamira, Il califfato occidentale, in L’espansione islamica e la nascita dell’Europa feudale, collana «Storia del mondo medievale», II volume, Milano, Garzanti, 1999  [1979],  pp. 477–515, SBN RAV0065639.